# Collinsia tinctoria
Collinsia tinctoria là một loài thực vật có hoa trong họ Mã đề. Loài này được Hartw. ex Benth. mô tả khoa học đầu tiên năm 1849.